# Nikki Laoye

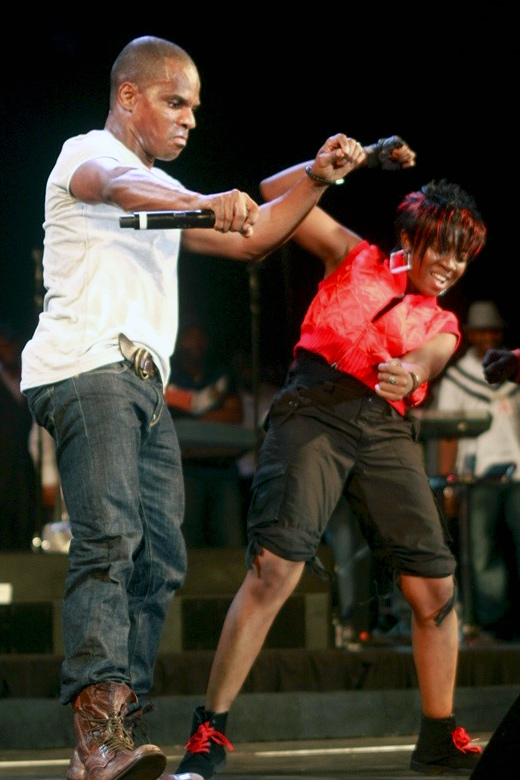
Nikki Laoye và Kirk Franklin biểu diễn trên sân khấu vào năm 2009.

Oyenike Laoye-Oturu, được biết đến với tên Nikki Laoye, là một nghệ sĩ thu âm, ca sĩ, nhạc sĩ, vũ công và nữ diễn viên người Nigeria, nổi tiếng với phong cách biểu cảm âm nhạc đa dạng với những màn trình diễn quyến rũ trên sân khấu. Là một nghệ sĩ thu âm, âm nhạc của Laoye đã mang đến cho cô một số giải thưởng, bao gồm Giải thưởng Headies năm 2013 cho Màn Trình diễn Giọng ca Nữ Hay nhất và Giải thưởng Âm nhạc Toàn Châu Phi (AFRIMA) năm 2014 cho Nữ Nghệ sĩ Xuất sắc nhất trong Âm nhạc Truyền cảm hứng Châu Phi. Cô cũng nổi tiếng với bài hát hit năm 2006 Never felt this Way before, đĩa đơn nhảy năm 2013 "1-2-3", bản ballad soulful  "Only You", được cô phối lại vào năm 2016 với Seyi Shay và bài hát tình yêu Onyeuwaoma kết hợp cùng với Banky W.
Niềm đam mê hoạt động nhân đạo của cô đã thu hút sự chú ý của Ủy ban Quốc gia về Người tị nạn, người di cư và người di cư bội địa Nigeria (NCFRMI), cô được mệnh danh là "Người nói của tiếng tị nạn" nổi tiếng ở Tây Nam Nigeria năm 2013.
Âm nhạc của cô mang phong cách của một âm thanh đô thị đương đại khi là sự phối hợp của nhạc rock, R&B, hip hop, pop, soul, funk, jazz và Phúc âm.
Sinh ra ở Lagos, Nigeria, Laoye đến từ dòng dõi âm nhạc của huyền thoại trống - Oba Adetoyese Laoye (từ Ede, Osun State-Nigeria), Ca sĩ mà được gọi thân mật, người nhỏ bé với giọng hát lớn, nổi tiếng vào năm 2006 với bản hit "Never Never This Way" từ album phòng thu đầu tay của cô, Angel 4 Life (2008).  Một số đĩa đơn khác cũng đang chú ý bao gồm sự hợp tác Hip-Hop với Rooftop Mcs và anh trai của cô, Rap2Sai - "Taka Sufe "; bản ballad tình yêu "Someone to Love" cùng với crooner R&B Jeremiah Gyang và một số người khác.